# Катрюк, Владимир Константинович
Влади́мир Константи́нович Катрю́к (укр. Володимир Костянтинович Катрюк, англ. Vladimir Katriuk; 1 октября 1921 — 22 мая 2015) — канадский гражданин украинского происхождения, участник Второй мировой войны, известен главным образом как один из участников сожжения белорусской деревни Хатынь в марте 1943 года. Во время этих событий служил в 118-м батальоне шуцманшафта. После войны выехал в Канаду, где и провёл оставшуюся жизнь, занимаясь пчеловодством. На год смерти числился вторым в списке остающихся в живых самых разыскиваемых нацистских военных преступников (по данным Центра Симона Визенталя).

## Биография
Родился 1 октября 1921 года в Северной Буковине на территории Королевства Румыния, в посёлке Лужаны (в настоящее время Черновицкая область Украины).
В 1942 году Катрюк вступил в 118-й батальон шуцманшафта для борьбы с советскими партизанами. Согласно документам КГБ СССР, принимал непосредственное участие в Хатынской трагедии. В статье, опубликованной в Holocaust and Genocide Studies, историк Лундского университета Пер Андерс Рудлинг, опираясь на новые протоколы допросов КГБ, писал, что, по заявлению свидетелей, Владимир Катрюк был особо активным участником в том злодеянии. По другим свидетельским показаниям, Катрюк был убит.
Однако он остался жив, в августе 1944 года дезертировал из карательного батальона и перешёл на сторону Французского движения сопротивления. В этом же году был переведён во Французский Иностранный легион и отправлен на фронт для борьбы с немецкой армией. Стал пулемётчиком, был тяжело ранен. Провёл два с половиной месяца в американском госпитале во Франции и продолжил до конца войны воевать на итальянском фронте. Оформив фальшивые документы, под именем своего сводного брата остался жить в Париже, работал в мясной лавке.
В 1951 году эмигрировал в Канаду. В 1959 году жил в городе Ормстаун провинции Квебек, где владел пасекой, на которой работал вместе с женой. В 1999 году Федеральный суд Канады рассматривал его дело и пришёл к выводу, что Катрюк эмигрировал в 1951 году в Канаду под чужим именем и получил канадское гражданство путём предоставления ложной информации. Но суд не нашёл никаких доказательств того, что он участвовал в военных преступлениях, и в 2007 году Кабинет министров Канады решил не лишать его гражданства. Однако на основании данных Ави Бенлулу, президента и исполнительного директора Friends of the Simon Wiesenthal Centre (отделение Центра Симона Визенталя), предоставленных Робу Николсону и Джейсону Кенни, оба государственных деятеля заявили в 2012 году, что проведут новое расследование.
Владимир Катрюк умер от инсульта 22 мая 2015 года в провинции Квебек, Канада. Ему было 94 года.

## Судебное разбирательство

### Россия
8 мая 2015 года, за две недели до кончины, Следственный комитет РФ призвал Канаду депортировать Владимира Катрюка в Российскую Федерацию, чтобы он мог предстать перед судом, в соответствии с международным правом. Но канадское правительство проигнорировало эту просьбу. 14 октября 2016 года управление СКР по расследованию преступлений, связанных с применением запрещённых средств и методов ведения войны, уголовное дело в отношении Катрюка закрыло.

### Беларусь
В декабре 2023 года уголовное дело, которое было посмертно возбуждено в отношении Владимира Катрюка, направлено в суд.
8 февраля 2024 года Верховный Суд Республики Беларусь начал рассмотрение уголовного дела в отношении Владимира Катрюка, который известен как палач Хатыни. Обвиняется в совершении преступления, предусмотренного статьёй 127 (Геноцид) Уголовного кодекса Республики Беларусь. Судебный процесс открытый.
По уголовному делу завершено судебное следствие, объявлен перерыв для подготовки к прениям сторон.
13 марта 2024 года — в Верховном Суде Республики Беларусь по делу проходят судебные прения сторон. Сторона обвинения — Генеральная прокуратура Республики Беларусь.

Из выступления государственного обвинителя:
Катрюк обвиняется в том, что преследуя цель уничтожения белорусского народа, руководствуясь мотивами национальной и идеологической вражды на почве ненависти к государственной идеологии СССР, осенью 1941 года добровольно вступил в формирование Организации украинских националистов, а затем не позднее января 1943 года вошёл в состав вооружённой организованной преступной группы — 118 батальон охранной полиции.
Действуя совместно с иными лицами в составе 118 батальона, являясь командиром отделения, реализуя общую с нацистскими преступниками цель планомерного уничтожения белорусского народа путём убийств, лишения людей жилья, одежды и продуктов питания, он осуществил карательные операции в деревнях Хатынь, Чмелевичи, Селище, Заречье, Котели, Губа, Рассохи, Малые Нестановичи, Дальковичи, Козыри, Вилейка, Осовы и в Лучинском Бору вблизи деревни Каменская Слобода.
18 марта 2024 года приговором Верховного Суда Республики Беларусь Катрюк В. К. признан виновным в геноциде — действиях, совершённых с целью планомерного уничтожения полностью белорусского народа как национальной и этнической группы, определённой на основе территориального, идеологического и других произвольных критериев, путём убийства и причинения её членам тяжких телесных повреждений, умышленного создания жизненных условий, рассчитанных на полное физическое уничтожение такой группы, то есть в совершении преступления, предусмотренного статьёй 127 Уголовного кодекса Республики Беларусь. В соответствии со статьёй 46824 Уголовно-процессуального кодекса Республики Беларусь в связи со смертью обвинительный приговор в отношении Катрюка В. К. постановлен без назначения наказания. 2 апреля 2024 года приговор вступил в законную силу.